# Gudmar Hasselberg
Johan Gudmar Hasselberg, född 8 augusti 1896 i Myssjö socken, död 18 juli 1973 i Högalids församling, Stockholm, var lärare i svenska och litteraturhistoria.

## Biografi
Gudmar Hasselberg var son till kontraktsprosten Carl Hasselberg. Efter studentexamen vid Umeå högre allmänna läroverk 1913 blev han 1919 filosofie magister vid Uppsala universitet och 1922 filosofie licentiat vid Lunds universitet, där han 1923 disputerade med avhandlingen Realistisk lyrik. Studier i svensk versdiktning från Bellman till Talis Qualis och blev filosofie doktor. 
År 1923 blev Hasselberg lektor i modersmålet och historia vid Östersunds högre allmänna läroverk, 1937 vid Gävle högre allmänna läroverk och från 1945 vid Högre realläroverket å Norrmalm. 
Han var 1928–1938 ordförande i Jämtlands läns fornskriftsällskap och 1929–1936 sekreterare i Sällskapet för jämtländsk konstkultur. Hasselbergs större arbeten förutom doktorsavhandlingen var Frösö trivialskola. Ett kapitel ur Norrlands kulturhistoria (1935) samt biografin Rudolf Wall, Dagens Nyheters skapare (1945). Bland Hasselbergs smärre skrifter märks, förutom uppsatser i historiska, litterära och pedagogiska ämnen, Svensk nittonhundratalslitteratur (1941), i vilken han ger en god, kortfattad översikt av den litterära utvecklingen i Sverige från 1900. Han har även redigerat utgåvor av Journal av Petrus Læstadius ... (1928) och Fale Burmans anteckningar om Jämtland i urval (1930) samt utgett svenska läseböcker för högre skolor i Danmark. Hasselberg är gravsatt i minneslunden på Skogskyrkogården i Stockholm.